# Zeja (folyó)
A Zeja (oroszul: Зея) folyó Kelet-Szibéria déli részén, Oroszország Amuri területén; az Amur bal oldali mellékfolyója.

## Földrajz
Hossza: 1242 km, vízgyűjtő területe: 233 000 km².
A Sztanovoj-hegylánc délkeleti részéhez tartozó Tokij Sztanovik-hegységben ered. Felső szakaszán délnyugat felé folyik, Zeja város alatt délkeleti irányba fordul és az Amur–Zeja-medencében halad, majd alsó szakaszán, a Szelemdzsa folyó torkolatától ismét délnyugat felé, a Zeja–Bureja-medencében folyik tovább és Blagovescsenszk városnál ömlik az Amurba.

### Mellékfolyók
- Legnagyobb jobb oldali mellékfolyója a szintén a Sztanovoj-hegyláncon eredő Giljuj (495 km), mely a Zejai-víztározóba torkollik. További jobb oldali mellékfolyók: a Tok, a Brjanta (317 km) és az Urkan (304 km).
- Legnagyobb mellékfolyója a balról beömlő Szelemdzsa (647 km), jelentősebb bal oldali mellékfolyó még a Kupuri, a Tom, az Argi, az Urkan (234 km) és a Gyep. (A Zejának tehát két Urkan nevű mellékfolyója van.)

## Városok
- Blagovescsenszk, 217 700 fő (2005); az Amuri terület közigazgatási központja, legnagyobb városa.
- Szvobodnij, 62 400 fő (2005); az Amuri terület második legnépesebb városa. Közelében létesült az 1990-es években az űrkutatás rakétáinak kísérleti indítóhelye (oroszul: koszmodrom).
- Zeja, 25 600 fő (2006); egykor és részben ma is az aranybányászat központja.

## Természetvédelem
A Zejai-víztározónál, a város mellett 1963-ban természetvédelmi területet (zapovednyik) alakítottak ki. Létrehozásának egyik célja éppen a víztározó hatásainak tanulmányozása volt.
Az 50 km hosszú, közel 100 000 hektáros terület a Tukuringra-hegység keleti végénél, a Giljuj-folyótól délre fekszik, felszínének 80%-át fenyőerdő borítja. A területen át húzódik az örökfagy déli határa.

## Erőművek, víztározók
Zeja város fölött, a folyóvölgy kanyonszerű részén nagy teljesítményű vízerőmű és hatalmas víztározó létesült. Építése közel 20 évig tartott és 1985-ben fejeződött be (ekkor kezdték nagyobb erőkkel építeni a Burejai-vízerőművet), de az erőmű már 1980 óta teljes kapacitással működik, teljesítménye 1300 megawatt. Víztározójának területe 2419 km², hossza 225 km, legnagyobb szélessége 24 km, legnagyobb mélysége 93 m, vízbefogadó képessége 68,5 km³.
Az elárasztott 2295 km²-es területen korábban 14 lakott település volt, 4460 lakójukat kitelepítették. Az erdőknek azonban csak egy részét irtották ki, a vízben álló erdők szétázása közben pedig fenol termelődik. A víztározó az ide torkolló mellékfolyók, köztük a Giljuj-folyó vízszintjét jelentősen megemelte, de a Zeja felső és alsó szakasza között megszűnt a hajóközlekedés, mivel nem épült hajóátemelő zsiliprendszer. A folyó novembertől májusig befagy, kivéve a víztározó alatti 80–100 km-es szakaszt, ahol ilyenkor a víztükör fölött sűrű köd gomolyog.

### Tervezett újabb erőművek
A folyón lejjebb két újabb vízerőművet terveznek kialakítani a hozzájuk tartozó víztározókkal. Az első várhatóan kb. 300 km-re a folyó torkolatától, Szvobodnij város mellett létesül, építése 2008-ban kezdődhet el és 2013-ra fejeződhetne be; az elárasztandó terület nagyságát 11 500 hektárra becsülik.